# St. Vincenz und Gangolf (Storkau)
St. Vincenz und Gangolf ist die Dorfkirche des Weißenfelser Ortsteils Storkau. Sie gehört zum Pfarramt Weißenfels-Nord im Kirchenkreis Merseburg der Evangelischen Kirche in Mitteldeutschland. 

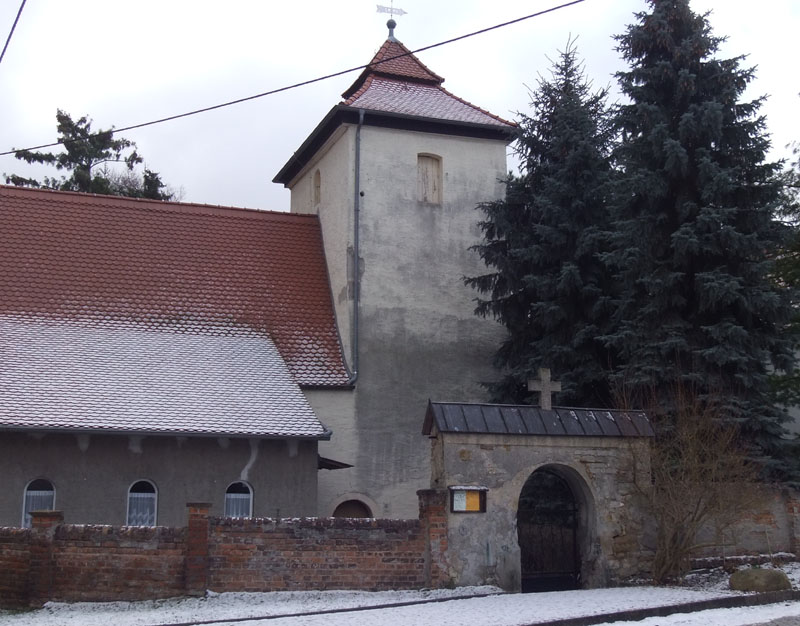
St. Vincenz und Gangolf-Kirche zu Storkau

## Geschichte
Die romanische Kirche wurde im 12. Jahrhundert erbaut. Sie soll 1336 einen Ablassbrief und 1555 einen silbernen Messkelch erhalten haben und wurde 1599 instand gesetzt. 1631 wurde sie von Tillys Soldaten ausgeplündert.
1701 wurde die Kirche vergrößert; um 1703 wurde ein eigener Pfarrer für Storkau eingesetzt. 1783 erhielt die Kirche eine neue Orgel, die der Rittergutsbesitzer Holderieder spendete. Im Oktober 1813 nutzten die französischen Truppen die Kirche nach der Völkerschlacht bei Leipzig als Pferdestall. Die Inneneinrichtung der Kirche samt der Orgel wurde dadurch zerstört; eine silberne Hostienschachtel und beide Abendmahlskelche wurden geraubt.  
Bildnisse Melanchthons und Luthers wurden der Kirche anlässlich des Reformationsjubiläums 1817 gestiftet; weitere Verschönerungsaktionen folgten. 1832 fand die feierliche Einweihung der renovierten Kirche statt. 
1866 wurde im Orgelchor auf der Westseite eine einmanualige Orgel von Friedrich Ladegast eingebaut. Sie besitzt sechs Register, darunter ein Prinzipal 8', das für eine solch kleine Orgel sehr ungewöhnlich ist.
Während die Orgel funktionstüchtig und in gutem Zustand erhalten geblieben ist, was auf einer CD dokumentiert wurde, ist das Bauwerk selbst zum Teil sanierungsbedürftig. Die drei Glocken der Kirche können daher nicht mehr geläutet werden. 
In der Kirche sind Rittergutsbesitzer bestattet; außerdem enthält sie ein Denkmal des königlich polnischen und kurfürstlich sächsischen Majors von Stahr. Dieses befindet sich auf der Südseite der Kirche; auf der Nordseite besitzt sie eine Empore.